# Cephalopholis formosa
Cephalopholis formosa es una especie de pez del género Cephalopholis, familia Serranidae. Fue descrita científicamente por Shaw en 1812.
Se distribuye por el Indo-Pacífico Occidental: India a Filipinas, norte a sur de Japón, sur a norte de Australia, Reunión y Mauricio. La longitud total (TL) es de 34 centímetros. Habita en arrecifes. Puede alcanzar los 30 metros de profundidad.
Está clasificada como una especie marina inofensiva para el ser humano.